# ایوان بارون
ایوان بارون (انگلیسی: Ivan Baron؛ زاده ۱۲ نوامبر ۱۹۷۲) یک تنیس‌باز اهل ایالات متحده آمریکا است.